# Вудсток (Мен)
Вудсток (англ. Woodstock) — місто (англ. town) в США, в окрузі Оксфорд штату Мен. Населення — 1352 особи (2020).

## Демографія
Згідно з переписом 2010 року, у місті мешкало 1277 осіб у 546 домогосподарствах у складі 377 родин. Було 974 помешкання
Расовий склад населення:
| - 98,4 % — білих - 0,4 % — корінних американців - 0,1 % — чорних або афроамериканців - 0,1 % — азіатів |

До двох чи більше рас належало 1,0 %. Частка іспаномовних становила 0,4 % від усіх жителів.
За віковим діапазоном населення розподілялося таким чином: 19,1 % — особи молодші 18 років, 62,4 % — особи у віці 18—64 років, 18,5 % — особи у віці 65 років та старші. Медіана віку мешканця становила 46,2 року. На 100 осіб жіночої статі у місті припадало 100,2 чоловіків;  на 100 жінок у віці від 18 років та старших — 101,0 чоловіків також старших 18 років.
Середній дохід на одне домашнє господарство  становив 66 168 доларів США (медіана — 50 855), а середній дохід на одну сім'ю — 80 681 долар (медіана — 69 318). Медіана доходів становила 33 625 доларів для чоловіків та 32 264 долари для жінок. За межею бідності перебувало 12,7 % осіб, у тому числі 23,8 % дітей у віці до 18 років та 8,7 % осіб у віці 65 років та старших.
Цивільне працевлаштоване населення становило 737 осіб. Основні галузі зайнятості: освіта, охорона здоров'я та соціальна допомога — 29,9 %, мистецтво, розваги та відпочинок — 20,1 %, роздрібна торгівля — 15,2 %.